# La Fage-Montivernoux
La Fage-Montivernoux (okcitán nyelven La Faja) község Franciaország déli részén, Lozère megyében. 2011-ben 164 lakosa volt.

## Fekvése
La Fage-Montivernoux az Aubrac-hegység bazaltfennsíkjának és a Margeride gránithegységének a határán fekszik, 1200 méteres  (a községterület 1030-1292 méteres) tengerszint feletti magasságban, a Bédoués patak völgye felett. A falutól délre a Puy de Montivernoux 1289 méter magas orma magasodik, keleti határán pedig a Truc de l´Homme (1274 m).
Nyugatról Saint-Laurent-de-Veyrès, északnyugatról Noalhac, északkeletről La Fage-Saint-Julien, keletről Les Bessons és Fau-de-Peyre, délről Malbouzon, délnyugatról pedig Brion községek határolják. A D53-as megyei út köti össze Fournels-lal (8 km).
A községhez tartoznak Le Pouget, Anglars, Le Védrinel, Luxal, Les Allatieux, Les Fours és Grand Viala le Vieux szórványtelepülések.

## Története
Az ókorban egy római út vezetett erre, később pedig a Le Puy-ből Santiago de Compostelába vezető Via Podiensis. 1250-ben már kápolna állt itt, a település ekkor Fouon Clausso néven szerepelt. Nevét a bükkfa latin neve (fagus) után kapta. A helyi legenda szerint egy szalamandra mentette meg a falu népét a megmérgezéstől, így kapott helyet a község 1986-ban elfogadott címerében.
A történelmi Gévaudan tartományban fekvő falu lakossága az utóbbi két évszázadban az elvándorlás következtében kevesebb mint 1/3-ára csökkent.

### Demográfia
| Év   | Lakosság |
| ---- | -------- |
| 1793 | 703      |
| 1851 | 840      |
| 1876 | 826      |
| 1901 | 635      |
| 1936 | 553      |

| Év   | Lakosság |
| ---- | -------- |
| 1946 | 447      |
| 1954 | 379      |
| 1962 | 344      |
| 1968 | 314      |

| Év   | Lakosság |
| ---- | -------- |
| 1975 | 276      |
| 1982 | 234      |
| 1990 | 204      |
| 1999 | 167      |
| 2010 | 168      |

## Nevezetességei
- Temploma román stílusban épült a 12. században, 1982-ben felújították.
- Allatieux közelében található a régi Romain-malom.
- A község területén számos útmenti gránitkereszt található.
- Montchamp közelében régi vár romjai találhatóak.[2]

## Kapcsolódó szócikk
- Lozère megye községei